# Max Friedemann

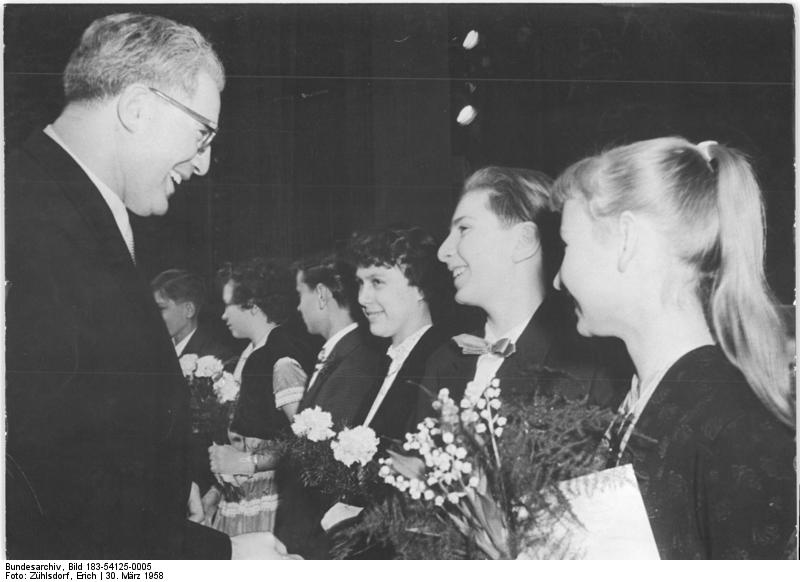
Glückwünsche für Teilnehmer der Jugendweihe am 30. März 1958 im Berliner Theater der Freundschaft

Max Friedemann, genannt Mäcki (* 13. Februar 1905 in Orsoy; † 10. November 1986) war ein deutsch-jüdischer kommunistischer Widerstandskämpfer gegen den Nationalsozialismus, Interbrigadist, Kämpfer in der Résistance, Mitglied der Deutschen Wirtschaftskommission (DWK), Betriebsleiter des VEB Stahl- und Walzwerke Riesa und Handelsrat der DDR in Peking.

## Leben
Friedemann entstammte der Familie des Kaufhausbesitzers Simon Friedemann und seiner Frau Emma. Er war eines von sieben Kindern. Die meisten Mitglieder der Familie Friedemann wurden Opfer der Shoa, auch sein Zwillingsbruder Kurt.
Max Friedemann trat in der Zeit der Weimarer Republik in die Kommunistische Partei Deutschlands (KPD) ein und arbeitete in der Internationalen Roten Hilfe (IRH) mit. Zusammen mit seiner Ehefrau Golda, die beide jüdischen Glaubens und beide Kommunisten waren, hat er Deutschland 1934 verlassen. Mit einem Umweg über Dänemark landeten sie in Spanien. Hier beteiligte sich Max Friedmann am Kampf zur Verteidigung der spanischen Republik. Er formierte im Juli 1936, bereits zu Beginn des Spanischen Bürgerkrieges in Barcelona, die Thälmann-Gruppe.
Nach dem Ende des Spanischen Bürgerkrieges flohen die Eheleute am 11. Februar 1939 nach Frankreich, wo sie inhaftiert und in mehreren Lagern interniert wurden. Als sie aus dem Lager Gurs fliehen konnten, trat Max der Résistance bei und kämpfte dort im Rang eines Commandant. Nach der Befreiung von Paris trat er der „Bewegung Freies Deutschland im Westen“ (gleich: CALPO – Comité „Allemagne libre“ pour l’Ouest) bei.
Als die NS-Herrschaft beseitigt war, kehrten die Friedemanns 1946 nach Deutschland zurück. Sie hatten sich bewusst dafür entschieden, ihr künftiges Leben im Ostteil Deutschlands aufzubauen: „Alles zu tun, damit sich die Geschichte nicht wiederholt“, sei immer das Anliegen seines Vaters gewesen, sagt André Friedemann, ihr 1944 in Carcassonne geborener Sohn 2010 in einem Interview. Friedemann trat in die Sozialistische Einheitspartei Deutschlands (SED) ein und wurde Leiter der Presseabteilung bei der Deutschen Wirtschaftskommission. Später wurde er mit der Leitung des Stahl- und Walzwerkes Riesa beauftragt. Seine letzte staatliche Funktion war die eines Handelsrates in der Volksrepublik China.
Seine Erfahrungen im Widerstand gegen den Nationalsozialismus brachte er seit Februar 1953 ein in die geschichtspolitische Arbeit als Mitglied des Komitees der Antifaschistischen Widerstandskämpfer.

## Ehrungen
- 1951 „Held der Arbeit“
- 1965 Vaterländischer Verdienstorden in Silber[3]
- 1974 Vaterländischer Verdienstorden in Gold[4]
- 1980 Karl-Marx-Orden[5]
- 1985 Stern der Völkerfreundschaft in Gold[6]